# دونینو
دونینو (به بلغاری: Donino) روستایی در بلغارستان است که در شهرستان گابروو واقع شده‌است.